# Bienvenue chez Trudy
Bienvenue chez Trudy (Tru Confessions) est un téléfilm de la collection des Disney Channel Original Movie diffusé sur Disney Channel, produit par Paul Hoen et sorti en 2002.

## Synopsis
C'est en arrivant à l'adolescence que Trudy, une jeune fille vive et intelligente, est le plus perturbée par le fait d'avoir un frère jumeau attardé mental, Eddie. Elle livre son malaise dans un journal intime filmé.

## Distribution
- Clara Bryant : Trudy 'Tru' Elizabeth Walker
- Shia LaBeouf : Eddie Walker
- Mare Winningham : Ginny
- Raven Dauda : Nancy
- Kelly Bodanis : Mlle Willow
- Bruce Vavrina : Libraire
- Arnold Pinnock (en) : Dr Dean Cutler
- Colm Magner : Coach Rice
- Rahnuma Panthaky : Mlle Hinchey
- Jennifer Foster : DeeDee
- Craig Eldridge : M. Taylor